# 1972년 하계 올림픽 유도
1972년 하계 올림픽 유도 경기는 8월 31일부터 9월 4일까지 서독 뮌헨의 메세겔렌데 바스케트발할레 복스할레에서 경기가 진행되었다. 1968년 멕시코 시티 올림픽에서는 제외되었지만 6체급으로 늘려 다시 정식종목으로 채택되었다

## 경기장
뮌헨에 있는 메세겔렌데 바스케트발할레 복스할레에서 경기가 열렸다.
| 도시          | 경기장                                                                                    | 비고    |
| ------------- | ----------------------------------------------------------------------------------------- | ------- |
| 뮌헨 (Munich) | 메세겔렌데 (Messi slopes) 바스케트발할레 (Scale bars Whistler Halle) 복스할레 (Vox Halle) | 전 경기 |

## 세부 종목
1972년 하계 올림픽 유도의 세부 종목은 아래와 같다.
| - 남자 종목 - 63kg급 - 70kg급 - 80kg급 - 93kg급 - 93kg이상급 - 무제한급 |

## 메달리스트
| 종목                   | 금                     | 은                         | 동                              |
| ---------------------- | ---------------------- | -------------------------- | ------------------------------- |
| 남자 63kg급 자세히     | 가와구치 다카오 · 일본 | 없음                       | 김용익 · 조선민주주의인민공화국 |
| 남자 63kg급 자세히     | 가와구치 다카오 · 일본 | 없음                       | 장 자크 무니에 · 프랑스         |
| 남자 70kg급 자세히     | 노무라 도요카즈 · 일본 | 안톤 자이코프스키 · 폴란드 | 디트마르 회트거 · 동독          |
| 남자 70kg급 자세히     | 노무라 도요카즈 · 일본 | 안톤 자이코프스키 · 폴란드 | 아나톨리 노비코프 · 소련        |
| 남자 80kg급 자세히     | 세키네 시노부 · 일본   | 오승립 · 대한민국          | 장 폴 코슈 · 프랑스             |
| 남자 80kg급 자세히     | 세키네 시노부 · 일본   | 오승립 · 대한민국          | 브라이언 잭스 · 영국            |
| 남자 93kg급 자세히     | 쇼타 초치시빌리 · 소련 | 데이비드 스타브룩 · 영국   | 파울 바르트 · 서독              |
| 남자 93kg급 자세히     | 쇼타 초치시빌리 · 소련 | 데이비드 스타브룩 · 영국   | 시아키 아지 · 브라질            |
| 남자 93kg이상급 자세히 | 빌럼 뤼스카 · 네덜란드 | 클라우스 클란 · 서독       | 니시무라 모도키 · 일본          |
| 남자 93kg이상급 자세히 | 빌럼 뤼스카 · 네덜란드 | 클라우스 클란 · 서독       | 기비 오나시빌리 · 소련          |
| 남자 무제한급 자세히   | 빌럼 뤼스카 · 네덜란드 | 비탈리 쿠즈네초프 · 소련   | 장 클로드 블롱다니 · 프랑스     |
| 남자 무제한급 자세히   | 빌럼 뤼스카 · 네덜란드 | 비탈리 쿠즈네초프 · 소련   | 엔젤로 패리시 · 영국            |

## 메달 집계

### 최종 순위
| 순위 | 국가                         | 금메달 | 은메달 | 동메달 | 합계 |
| ---- | ---------------------------- | ------ | ------ | ------ | ---- |
| 1    | 일본 (JPN)                   | 3      | 0      | 1      | 4    |
| 2    | 네덜란드 (NED)               | 2      | 0      | 0      | 2    |
| 3    | 소련 (URS)                   | 1      | 1      | 2      | 4    |
| 4    | 영국 (GBR)                   | 0      | 1      | 2      | 3    |
| 5    | 서독 (FRG)                   | 0      | 1      | 1      | 2    |
| 6    | 폴란드 (POL)                 | 0      | 1      | 0      | 1    |
| 6    | 대한민국 (KOR)               | 0      | 1      | 0      | 1    |
| 8    | 프랑스 (FRA)                 | 0      | 0      | 3      | 3    |
| 9    | 브라질 (BRA)                 | 0      | 0      | 1      | 1    |
| 9    | 동독 (GDR)                   | 0      | 0      | 1      | 1    |
| 9    | 조선민주주의인민공화국 (PRK) | 0      | 0      | 1      | 1    |
| 합계 | 합계                         | 6      | 6      | 12     | 24   |